# Distrito de Jhalawar
Jhalawar (en hindi: झालावाड़) es un distrito de la India en el estado de Rajastán. Código ISO: IN.RJ.JW.
Comprende una superficie de 6219 km².
El centro administrativo es la ciudad de Jhalawar.

## Demografía
Según censo 2011 contaba con una población total de 1411327 habitantes, de los cuales 685 660 eran mujeres y 725 667 varones.